# 药物经济学
药物经济学是一门应用经济学原理和方法来研究和评估药物治疗的成本与效果及其关系的边缘学科。药物经济学的研究任务主要是通过成本分析对比不同的药物治疗方案或药物治疗方案与其他治疗方案的优劣，设计合理的临床药学监护方案，保证有限的社会卫生保健资源发挥最大的效用。

## 药物经济学简史
药物经济学最早起源于美国，从1950年代以后，美国的公共医疗保健费用迅速增长，高昂的医疗保健费用令政府和社会保障机构不堪重负，为了使有限的医疗保健资源能够最大限度的发挥效用1979年美国国会责成其下属的技术评定局对公共医疗费用进行成本效用分析，此后到了1980年代，产生了Pharmacoeconomics（药物经济学）这一英文词汇，1989年在美国出版了第一本药物经济学专业期刊《Pharmacoeconomics》，1991年专著《药物经济学原理》出版，药物经济学作为一门交叉学科初步形成。

## 药物经济学的研究方法
- 成本分析：成本分析仅关注投入成本，可以为总体医疗费用的控制和医疗资源优化配置提供基本信息
- 成本－效益分析：将药物治疗的成本与所产生的效益归化为以货币为单位的数字，用以评估药物治疗方案的经济性
- 成本－效果分析：与成本-效益分析的差异在于，药物治疗的效果不亦货币为单位表示，而是用其他量化的方法表达治疗目的，如延长患者生命时间等
- 成本－效用分析：成本－效用分析是更细化的成本效果分析，它不仅关注药物治疗的直接效果，同时关注药物治疗对患者生活质量所产生的间接影响，着重与分析医疗成本与患者生活质量提升的关系
- 最小成本分析：用于两种或多种药物治疗方案的选择，虽然只对成本进行量化分析但也需要考虑效果，这是最小成本分析与成本分析的区别